# Jean Mingam
Jean Mingam est un artiste peintre, sculpteur français né le 5 mars 1927 à Ploudiry (Finistère) et mort à Nantes le 27 janvier 1987.

## Biographie

### Jeunesse, origine et formation
Jean Mingam naît en 1927 à Ploudiry dans une famille bretonne ; Il entre à l'école des beaux-arts de Rennes.
Il fut l'élève de Francis Pellerin.
Il fut également un proche ami de Xavier Grall et Adolphe Beaufrère qu'il considéra comme son "père spirituel".

### Carrière
C'est à Quimper d'abord que son art s'affirma dans la sculpture, la peinture ou le dessin.
Jean Mingam ouvrit son premier atelier dans la ville de Quimper.
Jean Mingam laisse plus de 5 000 œuvres.

### Style de peinture
Son art évolue avec le temps mais Jean Mingam reste fidèle à sa vision du monde. Vision à la fois mystique et charnelle avec amour des volumes féconds et des couleurs chaudes suintant tour à tour rage de vivre, désespoir ou requiem.
On retrouve dans la plupart de ses œuvres des couleurs vives.

### Style de sculpture
Jean Mingam eut un goût marqué pour l'art sacré qui lui vaut dans sa carrière de nombreuses commandes pour la décoration d'églises, parmi lesquelles ce grand Christ
Il a réalisé de nombreuses sculptures évoquant la vie religieuse ou des scènes représentant le Christ,.
Son œuvre "Effigie de Saint Louis" aujourd'hui à Lorient révèle l'influence de la sculpture de Constantin Brâncuși et d'Alberto Giacometti, qui a permis l'évolution de la statuaire même religieuse vers des formes simplifiées et effilées.

### Autres réalisations artistique
Jean Mingam créa les vitraux non figuratifs de l'église Sainte-Anne du Guilvinec (Finistère). de 1963 à 1966.
Il réalisa des travaux pour des églises, des mairies, écoles ..., mêlant parfois art contemporain et tradition religieuse.

## Expositions
Nombreuses expositions en Bretagne de 1950 à 1986 dont : 
- 1951, 1952 puis de 1960 à 1964 : Galerie Saluden à Quimper.
- 1956 : Maison des Dominicains à Rennes, il participe à une exposition sur l'art sacré aux côtés de Rouault, Chagall, Manessier et Léger[8].
- 1965 : Pont-Aven : hôtel de ville puis au café de l'Aven, chez Madame Guillerm.
- 1966 : exposition avec le peintre Marcel Gonzalez à Plomelin (Finistère).
- 1970 : Grande rétrospective à l'Hôtel de Ville de Saint-Pol-de-Léon (Finistère).
- 1976 : Cité Radieuse de Le Corbusier à Nantes.
- 1983 : Hôtel de Brou à Nantes et Parc Régional d'Armorique à Menez-Meur (Finistère).
- 1986 : grande rétrospective à la Mairie de Saint-Herblain (Loire-Atlantique) et participation à une exposition à l'Institut Français de Heidelberg (Allemagne).

Après le décès de l'artiste, l'association "Les amis de Jean Mingam" a réalisé 3 expositions : Ploudiry à la chapelle Saint-Antoine, à Saint-Herblain au centre culturel breton Yezhoù ha Sevenadur et à Blain (Loire-Atlantique) au Château de La Groulaie. Elle a apporté sa contribution à la réalisation des expositions : 
- 2023 : Passage Sainte-Croix à Nantes
- 2024 : Musée des beaux-arts de Vannes, La Cohue